# Copernico (singolo)
Copernico è un singolo del rapper italiano Enigma, pubblicato il 2 gennaio 2018 come quarto estratto dal terzo album in studio Shardana.

## Tracce
1. Copernico – 2:21